# Lateralus
Lateralus är det tredje fullängdsalbumet av det amerikanska rock-bandet Tool, utgivet den 15 maj 2001 av skivbolaget Volcano Entertainment.

## Låtlista
Alla låtar skrivna av Carey, Chancellor, Keenan och Jones.
| Nr           | Titel                                               | Längd |
| ------------ | --------------------------------------------------- | ----- |
| 1.           | "The Grudge"                                        | 8:36  |
| 2.           | "Eon Blue Apocalypse" (instrumental)                | 1:04  |
| 3.           | "The Patient"                                       | 7:13  |
| 4.           | "Mantra" (instrumental)                             | 1:12  |
| 5.           | "Schism"                                            | 6:47  |
| 6.           | "Parabol"                                           | 3:04  |
| 7.           | "Parabola"                                          | 6:03  |
| 8.           | "Ticks & Leeches"                                   | 8:10  |
| 9.           | "Lateralus"                                         | 9:24  |
| 10.          | "Disposition"                                       | 4:46  |
| 11.          | "Reflection"                                        | 11:07 |
| 12.          | "Triad" (inkluderar 2:10 tystnad i slutet av låten) | 8:46  |
| 13.          | "Faaip de Oiad"                                     | 2:39  |
| Total längd: | Total längd:                                        | 78:51 |

## Medverkande
Tool-medlemmar
- Maynard James Keenan – sång
- Adam Jones – gitarr
- Justin Chancellor – basgitarr
- Danny Carey – trummor, percussion, sampling

Produktion
- David Bottrill – producent, ljudtekniker, ljudmix
- Tool – producent
- Vince DeFranco – ljudtekniker
- Adam Jones, Mackie Osborne – omslagsdesign
- Alex Grey – illustrationer